# Садовая-Кудринская улица
Садо́вая-Ку́дринская у́лица — крупная московская магистраль, северо-западная составная Садового кольца. Проходит от Кудринской площади до Малой Бронной, за которой переходит в Большую Садовую. Расположена в Пресненском районе. Здесь находятся Московский планетарий и Филатовская больница.

## Происхождение названия
Названа по Садовому кольцу и старинной Кудринской площади, которая в свою очередь получила название по древнему селу Кудрино и патриаршей Кудриной слободе Новинского монастыря, находившимся в этой местности.

## Описание
Садовая-Кудринская улица является частью Садового кольца, она начинается от Кудринской площади, проходит на северо-восток, с внутренней стороны к ней примыкают Малая Никитская улица и Спиридоновка, далее за выходом на неё Малой Бронной (из центра) и улицы Красина (с внешней стороны) переходит в Большую Садовую.

## Примечательные здания и сооружения

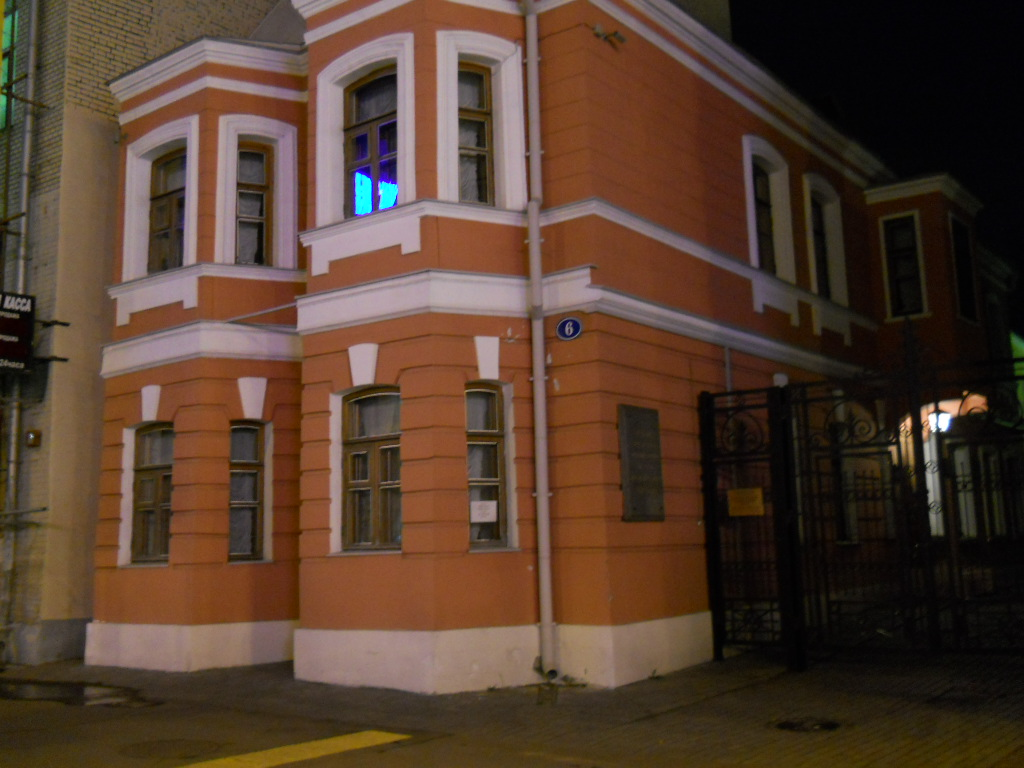
№ 6, Дом-музей А. П. Чехова.

### Нечётная внешняя сторона
- № 3, корп. 1 — Четвёртая московская женская гимназия (1886—1887, архитектор М. К. Геппенер), здесь училась поэтесса М. И. Цветаева[2]
- № 3, корп. 2 — Российский центр судебно-медицинской экспертизы; Ранее в этом здании находилась общеобразовательная школа, в которой учился сын Сталина Василий.
- № 5 — Московский планетарий (1927—1929, архитекторы М. Барщ, М. И. Синявский)
- № 7 — жилой дом (1947, архитектор К. К. Орлов)[2]
- № 7, стр. 13,  памятник архитектуры (федеральный) — городская усадьба Мещерской — Бутурлиных, XVIII—XIX века.
- № 9 — Первое московское реальное училище (1899—1901, архитектор А. А. Никифоров)[3], затем Высшая партийная школа, сейчас — Московский государственный юридический университет имени О. Е. Кутафина.
- № 11 — Федеральная антимонопольная служба России (б. Минсудпром); Общероссийское общественное движение поддержки флота; Союз инвалидов России.
- № 11, стр. 1 — ЦНИИ «Центр».
- № 15 — Дом М. Я. Протковой (ок. 1809; 1841; середина XIX века)[3], в настоящее время — Детская городская клиническая больница № 13 имени Н. Ф. Филатова
- № 15, стр. 3 — Дом Небольсиных (вторая половина XVIII века), ныне корпус детской клинической больницы № 13 им. Н. Ф. Филатова
- № 15, стр. 9 — Храм святых мучениц Софии и Татианы (1897), при детской клинической больнице № 13 им. Н. Ф. Филатова.
- № 17 — особняк А. В. Демидова (1911, архитектор К. С. Разумов)[3], сейчас — посольство Пакистана.
- № 19 — доходный дом М. И. Пестржецкого (1912, архитектор С. В. Барков)[3]
  - № 19 строение 2 — Музей истории телефона.
- № 21 — жилой дом. Здесь жил писатель Н. В. Томан[4].
- № 23 — доходный дом М. Н. Чижиковой (1901—1902, архитектор Г. А. Гельрих, А. Л. Чижиков[3][5][2]), в настоящее время — Центральная городская юношеская библиотека имени М. А. Светлова.
- № 25 — жилой дом (1997, архитектор А. М. Половников)[6].

### Чётная внутренняя сторона
- № 2 — особняк (доходный дом) Н. С. Кана (1901, архитектор Ф. О. Шехтель)[3].
- Городская усадьба Я. А. Корнеева — В. И. Шуберта (1873, архитектор В. Ф. Афанасьев; 1892, архитектор В. П. Загорский):
  - № 4, стр. 3,  ЦГФО — правый (южный) флигель усадьбы В. И. Шуберта (1892, архитектор В. П. Загорский)[3].
  - № 6, стр. 1  ЦГФО — главный дом усадьбы В. И. Шуберта (1892, архитектор В. П. Загорский)[3].
  - № 6 (левое здание) — левый флигель усадьбы В. И. Шуберта — дом врача А. Я. Корнеева (1873, архитектор В. Ф. Афанасьев)[3]. В 1886—1890-е годы дом арендовал А. П. Чехов. В настоящее время здесь находится дом-музей писателя. Мемориальная доска на фасаде — работы Л. А. Ястржембского.
- № 8 — доходный дом И. С. Агафонова (1913, архитектор Н. В. Андреев)[3]
- № 10—12 — жилой дом (1939, архитектор А. Б. Варшавер)[3].
- № 14-16 — Дом "Полярник" имени Отто Юльевича Шмидта, титульный дом Главного управления Северного морского пути. Архитектор — Иван Кузьмич Запорожец[7].
- № 18 — особняк Н. М. Поповой (Капканщиковой) (1912, архитекторы Н. Г. Лазарев и Н. Д. Струков[3]), сейчас — Московский союз научных и инженерных общественных объединений.
- № 20 — доходный дом. Перестроен в 1900-х годах архитектором Н. Д. Струковым. В начале XX века здесь жил архитектор И. А. Фомин[8].

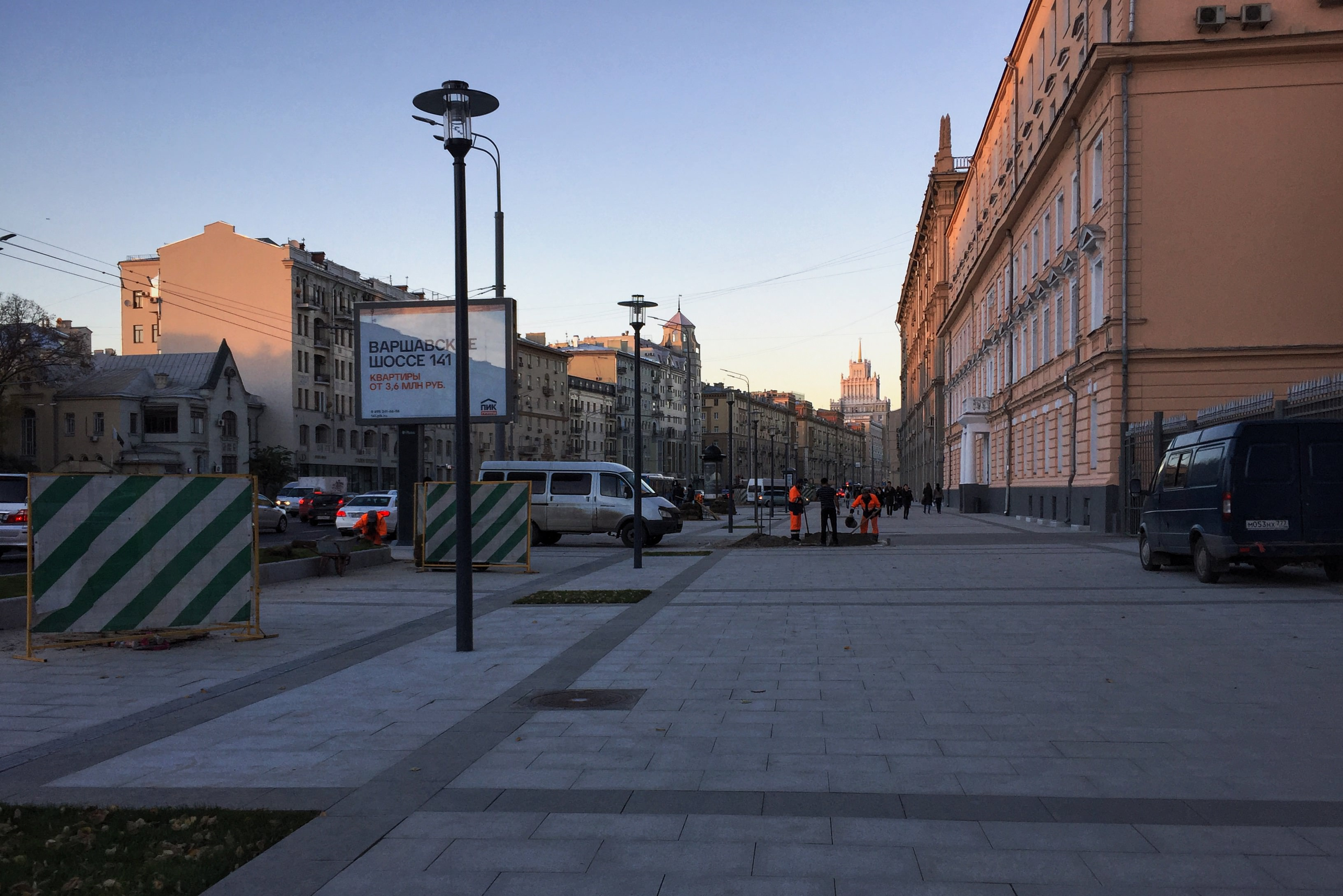
Бывшее здание штаба Гренадерского корпуса, Садово-Кудринская улица, 26/40 (справа на фото)

- № 26/40 — бывшее здание штаба Гренадерского корпуса.
- № 22/21, стр. 1 и 2 — здания занимают театр-студия «На досках» и штаб левого движения «Суть времени».
- № 24/27, стр. 1 — доходный дом П. А. Скопника (1906—1908, архитектор Г. А. Гельрих[3][9]), в настоящее время — Астрономо-геодезическое общество РАН.
- № 28—30 — жилой дом Министерства обороны СССР (1947, архитекторы Л. В. Руднев, В. О. Мунц, В. Е. Асс, инженер П. Е. Гнедовский[3][10][11]). Здесь жили советский учёный в области механики А. А. Благонравов[12], архитекторы Л. В. Руднев и В. Е. Асс, военачальники А. А. Гречко, А. И. Ерёменко, С. М. Штеменко, М. В. Захаров[13], хирург Н. Н. Еланский[2], военный дирижёр С. А. Чернецкий[14]. В доме находится Центральная стоматологическая поликлиника Министерства обороны РФ.
- № 32 — доходный дом А. Д. Сидамона-Эристова (1911—1912, архитектор В. А. Величкин)[3]. Послепожарная постройка справа от дома была приспособлена под синематограф Н. Земцова и Н. Филатова (1914, архитектор П. П. Духовенский)[3].